# Tigrioides limayca
Tigrioides limayca är en fjärilsart som beskrevs av Daniel 1954. Tigrioides limayca ingår i släktet Tigrioides och familjen björnspinnare. Inga underarter finns listade i Catalogue of Life.